# Erika (petrolero)
El Erika fue un petrolero, con bandera de conveniencia maltesa construido en Japón en 1975 y propiedad de la empresa Tevere Shipping y gestionado por Panship Management and Services Srl. El 12 de diciembre de 1999 el petrolero se hundió en medio de un temporal, se partió en dos y provocó una marea negra sobre las costas de Bretaña (Francia). En el momento del incidente estaba fletado por TTC (Total Transport Corporation).

## Historia

Mapa del rumbo que tomó el Erika hasta su hundimiento y la posterior contaminación en el litoral en el golfo de Vizcaya.

En diciembre de 1999 se encontraba transportando de Dunkerque a Livorno (Italia) 30.000 toneladas de fuel pesado adquirido por la compañía eléctrica italiana Enel a Total Bermuda, que a su vez se lo había comprado a Total-Fina-Elf. En plena travesía del Cantábrico y con una mar de fuerza 8 a 10, el barco (que tenía todos los permisos en regla) se partió en dos debido a un defecto estructural y al desgaste normal en un barco de su edad (25 años), provocando una catástrofe ecológica en forma de marea negra sobre las costas de Bretaña.
En enero de 2007 el tribunal correccional de París dicta sentencia condenando a Total, al armador, al gestor del petrolero, y a la sociedad italiana de certificación Rina (responsable de las inspecciones técnicas del buque) a pagar colectivamente 192 millones de euros en indemnizaciones a las víctimas de la marea negra. La misma sentencia absuelve al capitán, y a los oficiales del servicio de salvamento a los que se acusaba de negligencia.
La sentencia es histórica porque instaura en Francia por primera vez el concepto de "perjuicio ecológico".
Finalmente no hubo sentencia al capitán indio desde los tribunales franceses